# Paul Nihill
Vincent Paul Nihill (ur. 5 września 1939 w Colchesterze, zm. 15 grudnia 2020 w Gillingham) – brytyjski lekkoatleta chodziarz, wicemistrz olimpijski i mistrz Europy.
Pierwszy sukces międzynarodowy odniósł w finale Pucharu Świata w chodzie w 1963 w Varese, gdzie zajął 2. miejsce w chodzie na 20 kilometrów.
Na igrzyskach olimpijskich w 1964 w Tokio Nihill zdobył srebrny medal w chodzie na 50 kilometrów, przegrywając jedynie z Abdonem Pamichem z Włoch. W latach 1967–1970 wystąpił w 86 zawodach chodziarskich i nie wygrał tylko raz, na igrzyskach olimpijskich w 1968 w Meksyku, gdzie zszedł z trasy chodu na 50 kilometrów na 5 km przed metą, wskutek wyczerpania spowodowanego wysokością.
Na mistrzostwach Europy w 1969 w Atenach zwyciężył w chodzie na 20 km. W finale Pucharu Świata w chodzie w 1970 w Eschborn zajął 15. miejsce na tym dystansie, a na mistrzostwach Europy w 1971 w Helsinkach zdobył w tej konkurencji brązowy medal.
30 lipca 1972 w Douglas ustanowił nieoficjalny najlepszy wyniki na świecie w chodzie na 20 km czasem 1:24:50, który przetrwał do 1976. Na igrzyskach olimpijskich w 1972 w Monachium Nihill zajął 6. miejsce w chodzie na 20 km i 9. miejsce w chodzie na 50 km. Na igrzyskach olimpijskich w 1976 w Montrealu zajął 30. miejsce w chodzie na 20 km.
Nihill zdobył 27 razy mistrzostwo Wielkiej Brytanii w chodzie na różnych dystansach w latach 1963–1975. W 1971 zdobył także dwa złote medale mistrzostw RPA.